# Desert Rose
"Desert Rose" is een nummer van de Britse artiest Sting en de Algerijnse zanger Cheb Mami. Het nummer verscheen op Stings album Brand New Day uit 1999. Op 17 januari 2000 werd het nummer uitgebracht als de tweede single van het album.

## Achtergrond
"Desert Rose" is geschreven door Sting, die de Engelse tekst schreef, en Mami, die verantwoordelijk was voor de Arabische tekst, en is geproduceerd door Sting en Kipper. Met de medewerking van Mami wist Sting de muziekstijl raï te introduceren bij het westerse publiek. Hierdoor kreeg het nummer ook veel meer een wereldmuziekgevoel. In 2019 zette Sting een nieuwe versie van het nummer op zijn album My Songs.
"Desert Rose" werd een wereldwijde hit en kwam in Polen en Portugal zelfs op de nummer 1-positie terecht. In Wallonië, Canada, Duitsland, Frankrijk, Italië, Oostenrijk en Zwitserland kwam het in de top 10 terecht. In het Verenigd Koninkrijk kwam het tot plaats 15, terwijl in de Amerikaanse Billboard Hot 100 de zeventiende plaats werd bereikt. In het Nederlands taalgebied bleven de verkopen achter. In Nederland werd de Top 40 niet behaald en bleef het steken op de eerste plaats in de Tipparade, terwijl het in de Mega Top 100 slechts tot plaats 29 kwam. Ook de Vlaamse Ultratop 50 werd niet gehaald; hier kwam het tot plaats 11 in de "Bubbling Under"-lijst.
In de videoclip van "Desert Rose" is Sting te zien terwijl hij in een Jaguar S-type door de Mojavewoestijn wordt gereden. Hij filmt zichzelf terwijl hij het nummer zingt. Vervolgens speelt hij het nummer met Mami in een nachtclub in Las Vegas. Gedurende het jaar 2000 gebruikte Jaguar Cars het nummer ook voor hun televisiecommercials.

## Hitnoteringen

### Mega Top 100
| Hitnotering week 1 t/m 15: 18-03-2000 t/m 24-06-2000 Hitnotering week 16 t/m 20: 08-07-2000 t/m 05-08-2000 | Hitnotering week 1 t/m 15: 18-03-2000 t/m 24-06-2000 Hitnotering week 16 t/m 20: 08-07-2000 t/m 05-08-2000 | Hitnotering week 1 t/m 15: 18-03-2000 t/m 24-06-2000 Hitnotering week 16 t/m 20: 08-07-2000 t/m 05-08-2000 | Hitnotering week 1 t/m 15: 18-03-2000 t/m 24-06-2000 Hitnotering week 16 t/m 20: 08-07-2000 t/m 05-08-2000 | Hitnotering week 1 t/m 15: 18-03-2000 t/m 24-06-2000 Hitnotering week 16 t/m 20: 08-07-2000 t/m 05-08-2000 | Hitnotering week 1 t/m 15: 18-03-2000 t/m 24-06-2000 Hitnotering week 16 t/m 20: 08-07-2000 t/m 05-08-2000 | Hitnotering week 1 t/m 15: 18-03-2000 t/m 24-06-2000 Hitnotering week 16 t/m 20: 08-07-2000 t/m 05-08-2000 | Hitnotering week 1 t/m 15: 18-03-2000 t/m 24-06-2000 Hitnotering week 16 t/m 20: 08-07-2000 t/m 05-08-2000 | Hitnotering week 1 t/m 15: 18-03-2000 t/m 24-06-2000 Hitnotering week 16 t/m 20: 08-07-2000 t/m 05-08-2000 | Hitnotering week 1 t/m 15: 18-03-2000 t/m 24-06-2000 Hitnotering week 16 t/m 20: 08-07-2000 t/m 05-08-2000 | Hitnotering week 1 t/m 15: 18-03-2000 t/m 24-06-2000 Hitnotering week 16 t/m 20: 08-07-2000 t/m 05-08-2000 | Hitnotering week 1 t/m 15: 18-03-2000 t/m 24-06-2000 Hitnotering week 16 t/m 20: 08-07-2000 t/m 05-08-2000 | Hitnotering week 1 t/m 15: 18-03-2000 t/m 24-06-2000 Hitnotering week 16 t/m 20: 08-07-2000 t/m 05-08-2000 | Hitnotering week 1 t/m 15: 18-03-2000 t/m 24-06-2000 Hitnotering week 16 t/m 20: 08-07-2000 t/m 05-08-2000 | Hitnotering week 1 t/m 15: 18-03-2000 t/m 24-06-2000 Hitnotering week 16 t/m 20: 08-07-2000 t/m 05-08-2000 | Hitnotering week 1 t/m 15: 18-03-2000 t/m 24-06-2000 Hitnotering week 16 t/m 20: 08-07-2000 t/m 05-08-2000 | Hitnotering week 1 t/m 15: 18-03-2000 t/m 24-06-2000 Hitnotering week 16 t/m 20: 08-07-2000 t/m 05-08-2000 | Hitnotering week 1 t/m 15: 18-03-2000 t/m 24-06-2000 Hitnotering week 16 t/m 20: 08-07-2000 t/m 05-08-2000 | Hitnotering week 1 t/m 15: 18-03-2000 t/m 24-06-2000 Hitnotering week 16 t/m 20: 08-07-2000 t/m 05-08-2000 | Hitnotering week 1 t/m 15: 18-03-2000 t/m 24-06-2000 Hitnotering week 16 t/m 20: 08-07-2000 t/m 05-08-2000 | Hitnotering week 1 t/m 15: 18-03-2000 t/m 24-06-2000 Hitnotering week 16 t/m 20: 08-07-2000 t/m 05-08-2000 | Hitnotering week 1 t/m 15: 18-03-2000 t/m 24-06-2000 Hitnotering week 16 t/m 20: 08-07-2000 t/m 05-08-2000 | Hitnotering week 1 t/m 15: 18-03-2000 t/m 24-06-2000 Hitnotering week 16 t/m 20: 08-07-2000 t/m 05-08-2000 |
| Week | 1 | 2 | 3 | 4 | 5 | 6 | 7 | 8 | 9 | 10 | 11 | 12 | 13 | 14 | 15 | | 16 | 17 | 18 | 19 | 20 | |
| --- | --- | --- | --- | --- | --- | --- | --- | --- | --- | --- | --- | --- | --- | --- | --- | --- | --- | --- | --- | --- | --- | --- |
| Positie | 61 | 32 | 31 | 35 | 32 | 29 | 30 | 31 | 36 | 44 | 47 | 59 | 65 | 67 | 88 | uit | 94 | 92 | 94 | 92 | 93 | uit |

### NPO Radio 2 Top 2000
| Nummer met noteringen in de NPO Radio 2 Top 2000 | '19  | '20  | '21  | '22  | '23  | '24  |
| ------------------------------------------------ | ---- | ---- | ---- | ---- | ---- | ---- |
| Desert Rose                                      | 1957 | 1704 | 1782 | 1644 | 1629 | 1798 |

1. ↑  Een vetgedrukt getal geeft de hoogste notering aan.
2. ↑  2019 was het eerste jaar met een notering voor dit nummer.